# Batoș
Apold (Hongaars: Bátos) is een comună in het district Mureş, Transsylvanië, Roemenië. Het is opgebouwd uit vier dorpen, namelijk:
- Batoş (Hongaars: Bátos)
- Dedrad
- Goreni
- Uila

## Galerij

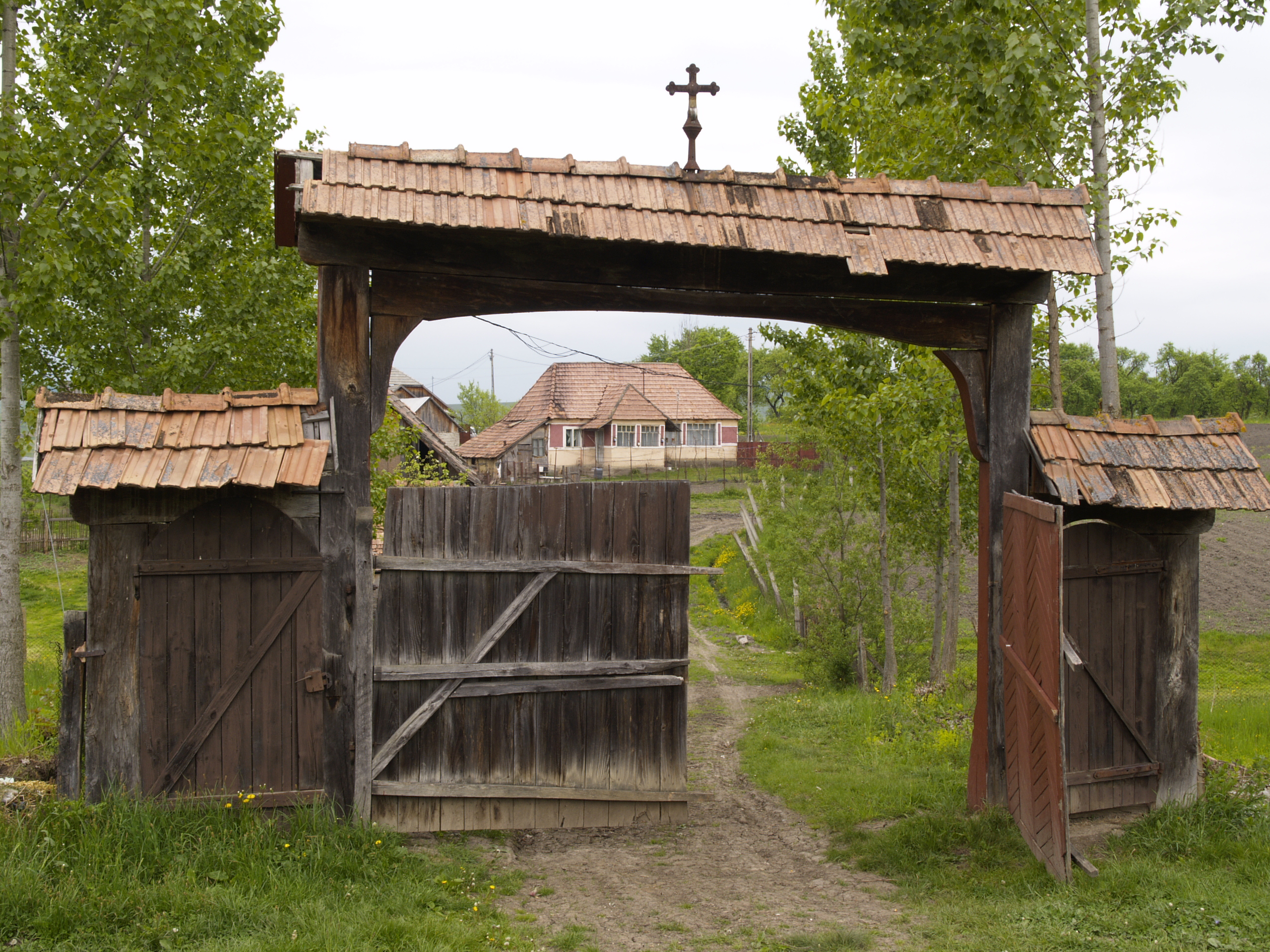
Een typische oude poort
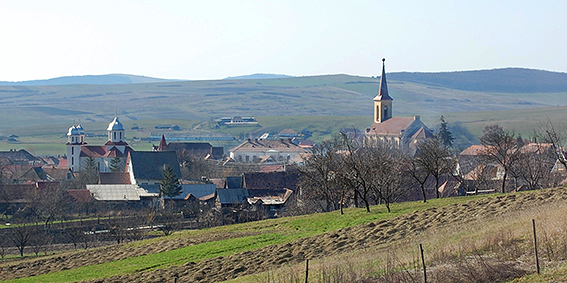
Zicht op het dorp Dedrad